# Emmanuelle Ajon
Emmanuelle Ajon, née le 16 juin 1971 à Bordeaux où elle est décédée le 14 décembre 2020, est une femme politique française membre du Parti socialiste, brièvement députée de la Gironde.

## Parcours politique
Elle rejoint le PS en 2002, pour faire barrage à Jean-Marie Le Pen.
Suppléante de Michèle Delaunay, nommée Ministre déléguée aux Personnes âgées et à la Dépendance dans le gouvernement Ayrault I elle est brièvement députée de la deuxième circonscription de la Gironde du 17 au 19 juin 2012, date de la fin de la XIIIe législature. Elle fait partie des non-inscrits, l'Assemblée nationale ne se réunissant plus.
À l'issue du premier tour des élections départementales de 2015, son binôme avec Jacques Respaud est en ballottage avec 34,21 % dans le canton de Bordeaux-5. Au second tour, ils sont élus avec 59,80 % des suffrages exprimés. Anne Groussin prendra sa succession.
Elle est, à partir de la même année vice-présidente du conseil chargée de la protection de l’enfance et de la promotion de la santé.
Elle était aussi troisième adjointe au maire de Bordeaux depuis l'été 2020 chargée Service public, du logement et de l'habitat.
Le mois de son décès, elle était nouvellement élue présidente de la société d'économie mixte InCité.

## Vie personnelle
Emmanuelle Ajon s'était mariée le 4 juillet 2020, et était mère de deux enfants.
Son père, Bernard Ajon, est maire de Saint-Antoine-de-Ficalba, commune du Lot-et-Garonne, depuis 2014.

## Décès
Elle est emportée à l'âge de 49 ans en quelques semaines par une tumeur du cerveau foudroyante.

## Hommages
De nombreuses personnalités lui rendent hommage, comme le Premier secrétaire du Parti socialiste Olivier Faure, les anciens ministres Benoît Hamon et Michèle Delaunay, le maire de Bordeaux Pierre Hurmic, Alain Rousset, président socialiste du Conseil régional de Nouvelle-Aquitaine, ou encore la journaliste Françoise Laborde.
Les drapeaux de la ville de Bordeaux sont mis en berne à partir du 16 décembre, et ce jusqu’aux funérailles de la défunte. Une plaque commémorative est posée le 11 décembre 2021 au parc Pinson, dans son quartier de la Bastide.